# Бантеај Среј
13° 15′ 48″ С; 103° 34′ 24″ И / 13.2632° С; 103.5732° И
Бантеај Среј (кмер. បន្ទាយស្រី, Banteay Srei, у преводу „женска тврђава”) је рушевина хиндуистичког храма у Ангкору у Камбоџи. Налази се 28 километара североисточно од града Сијем Реап, и 23 километра североисточно од Ангкор Вата. Због своје богате орнаменталне декорације важи за један од највреднијих храмова из средине 10. века. 
Бантеај Среј је један од најмањих храмова у Ангкору, и једини кога није изградио краљ. Изградио га је Џајнаварха, дворјанин краља Раџендравамана, око 967. године. 
Храм је углавном изграђен од црвеног пешчара и његове раскошне декорације су добро очуване. Грађевине су скромних димензија, али са јако префињеним украсима. Због тога се храм сматра „драгоценим драгуљем кмерске уметности”
Од 1992. године, Бантеај Среј је, као део Ангкора, на листи светске баштине Унеско-а, а од 2002. до 2005. његову обнову је финансирала швајцарска влада у сарањи са међународним пројектом за заштиту Ангкора APSARAАПСАРА.
- План храма
- Торњеви храма
- Забат библиотеке са приказом бога Шиве
- Дворана за молитву и торањ
- Заптитник (Јакша) на глави митског бића Калу